# ジュリスベル・グラシアル
- ユリスベル・グラシアル

ジュリスベル・グラシアル・ガルシア（Yurisbel Gracial Garcia, 1985年10月14日 - ）は、キューバ共和国グァンタナモ州グアンタナモ出身のプロ野球選手（外野手、内野手）。右投右打。

## 経歴
祖父が軍人であり、自身も中学3年間を軍隊学校の寮生活で過ごした。高校を経て大学もハバナにある軍隊学校へ進学し、在学中にミリタリーの資格を取っている。卒業後はマタンサスで軍の仕事に従事していたが、この間もナショナルチームに所属し野球は続けていた。23歳の頃に仕事と野球の両立が難しくなり、両方を天秤に掛けた結果、より好きだった野球の道に進むことを選択した。
2009年 - 2010年シーズンからキューバの国内野球リーグ セリエ・ナシオナル・デ・ベイスボルのココドゥリロス・デ・マタンサスでプレーした。
2015年11月に開催された第1回WBSCプレミア12のキューバ代表に選出された。
2016年に独立リーグであるカナディアン・アメリカン・リーグへ派遣され、ケベック・キャピタルズと契約を結んだ。
2017年3月に開催された第4回WBCのキューバ代表に選出された。2次ラウンドの日本戦では菅野智之から本塁打を記録している。この年も前年に続きケベック・キャピタルズに派遣された。

### ソフトバンク時代
2018年2月13日に福岡ソフトバンクホークスへの派遣が発表された。故障離脱したデニス・サファテの外国人枠を埋める形で一軍に昇格するも、5月24日の試合で牽制死の際の帰塁時に左手薬指を骨折し戦線離脱。その後一時帰国を経て8月から復帰し、終盤戦では打線の主軸としてチームに貢献、54試合の出場で打率.292、9本塁打、30打点、出塁率.347の成績を残す。8月26日の埼玉西武ライオンズ戦では12回裏に増田達至からサヨナラ満塁本塁打を打っている。さらにポストシーズンでは打率.455を記録するなど、チームのシーズン2位からの日本シリーズ優勝にも貢献した。
2019年1月19日にはキューバ政府との交渉が難航したことから契約保留選手名簿から外れたが、ソフトバンクと再契約。開幕スタメンに名を連ねた。しかし、4月5日の試合でスイングの際に左脇腹を負傷し戦線離脱。5月から戦線復帰すると、主に左翼手として起用され、前半戦終了まで打線の中軸として活躍。自身初のオールスターゲームにも代替選手として選出された。前年に続いて母国キューバ代表に合流するため7月に一時帰国し、約1か月間離脱。8月10日の復帰戦では安打を打つと、その後も打線の中軸としてシーズン終了まで好調を維持した。規定打席には33打席足りなかったものの、103試合の出場で打率.319、28本塁打、68打点、出塁率.365を記録し、規定によって最高長打率打者にも認定されるなど前年を上回る好成績を残した。西武とのCSでは、第1戦の7回ザック・ニールからソロ本塁打、第2戦の7回カイル・マーティンからソロ本塁打、第4戦の4回から本田圭佑からソロ本塁打を打ち、チームの日本シリーズ進出に貢献した。また読売ジャイアンツとの日本シリーズでは、第1戦に山口俊から逆転2ラン、第3戦に髙橋優貴から同点ソロ、第4戦は菅野智之から3ランと4試合で打率.375、3本塁打、7打点の活躍でシリーズMVP（最高殊勲選手賞）を獲得し、チームの日本シリーズ3連覇に大きく貢献した。クライマックスシリーズでの3本塁打を含め計6本塁打を記録しており、同一年のポストシーズンで6本塁打以上を記録したのは2004年の和田一浩（西武ライオンズ）に次いで2人目である。オフの11月に開催された第2回WBSCプレミア12のキューバ代表に選出され、2大会連続2度目の選出を果たした。オープニングラウンドの試合に3戦フル出場するも無安打に終わり、キューバもスーパーラウンド進出を逃している。
2020年1月23日に新たに球団と2年契約を結んだ。しかし、3月に前年最終盤に痛めていた右手小指を骨折していたことが明らかとなった。その治療とリハビリを行うためにキューバに帰国していたが、新型コロナウイルス流行の影響によってキューバから出国できない状態となったため、6月のシーズン開幕には間に合わなかった。7月19日に来日し、隔離と調整を経て、8月18日に一軍昇格即スタメンでようやくシーズン初出場を果たした。復帰後は打線の中軸として活躍、10月に調子を上げ、10月10日の千葉ロッテマリーンズ戦から10月23日までの西武戦まで12連勝中の打撃成績は44打数18安打の打率.409、2本塁打、12打点を記録し、10試合連続安打を記録した。10月31日には打率3割に乗せたが、11月の5試合では19打数無安打に終わり、シーズン全体では打率.277、10本塁打、35打点、出塁率.326を記録し、リーグ優勝に貢献した。2年連続となった読売ジャイアンツとの日本シリーズでは、前年に引き続き第1戦から2試合連続2安打を打ち、第2戦は3回に戸郷翔征から2点本塁打を打った。2018年の第3戦から同シリーズ第2戦まで9試合連続得点を記録するなどチームの4年連続日本一に貢献した。
2021年も新型コロナウイルス流行の影響があり、来日が2月中旬でオープン戦出場が開幕1週間前（3月19日）と調整が遅れた。3月26日の開幕戦には「4番・左翼手」として先発出場。開幕後は好調を続け、打率.304、5本塁打、15打点を記録していたが、5月8日のライオンズ戦で二塁走者として二塁に帰塁した際に呉念庭と接触し、右手の指を負傷して途中交代。病院で「右手中指・薬指のPIP橈側側副靭帯損傷」「右手薬指の基節骨剥離骨折」と診断され、戦線離脱した。患部を数週間固定し、後半戦には間に合う見通しとされていたが、怪我自体は完治したものの固定した患部が思い通りに動かず、結果長期離脱となりシーズン終了まで復帰することができなかった。オフに、推定年俸2億7000万円で残留することが発表された。
2022年オフの12月2日に自由契約公示された。

## 選手としての特徴
走攻守3拍子揃った選手。打撃ではミート力があり、逆方向への捌きが優れているだけでなく、ボールを芯で捉える技術やパンチ力も兼備しており、アベレージヒッターとしてもパワーヒッターとしても振る舞える。また、ここ一番での勝負強さも光る。
守備では三塁手や左翼手を中心に投手と捕手以外のポジションを守れるユーティリティープレイヤー。来日以降は主に左翼手を守る。

## 人物
愛称は「ジュリ」、「ジュリ様」、「グラ様」など。
端正な顔立ちの持ち主で、ソフトバンク入団後はイケメン外国人選手としてファンから人気を集めている。
憧れの選手としてアントニオ・パチェコを挙げている。
元チームメイトの髙谷裕亮と仲が良く、本塁打を放つとボクシングパフォーマンス（シャドーボクシングでやられ役の髙谷をKO）を行う。2020年には髙谷が不在の際は、ウラディミール・バレンティンを相手にパフォーマンスを行った。また、反対に髙谷が本塁打を打った際は、髙谷がグラシアルをKOするパフォーマンスを見せる。

## 詳細情報

### 年度別打撃成績
| 年 度     | 球 団        | 試 合 | 打 席 | 打 数 | 得 点 | 安 打 | 二 塁 打 | 三 塁 打 | 本 塁 打 | 塁 打 | 打 点 | 盗 塁 | 盗 塁 死 | 犠 打 | 犠 飛 | 四 球 | 敬 遠 | 死 球 | 三 振 | 併 殺 打 | 打 率 | 出 塁 率 | 長 打 率 | O P S |
| --------- | ------------ | ----- | ----- | ----- | ----- | ----- | -------- | -------- | -------- | ----- | ----- | ----- | -------- | ----- | ----- | ----- | ----- | ----- | ----- | -------- | ----- | -------- | -------- | ----- |
| 2009-2010 | MTZ          | 40    | 121   | 111   | 11    | 35    | 4        | 0        | 2        | 45    | 17    | 4     | 3        | 2     | 0     | 8     | 1     | 0     | 22    | 4        | .315  | .361     | .405     | .767  |
| 2010-2011 | MTZ          | 88    | 360   | 322   | 59    | 94    | 10       | 4        | 20       | 172   | 63    | 3     | 4        | 1     | 0     | 31    | 2     | 6     | 58    | 12       | .292  | .365     | .534     | .899  |
| 2011-2012 | MTZ          | 92    | 410   | 351   | 84    | 115   | 16       | 6        | 15       | 188   | 68    | 12    | 5        | 0     | 4     | 49    | 9     | 6     | 46    | 6        | .328  | .415     | .536     | .950  |
| 2012-2013 | MTZ          | 87    | 372   | 324   | 47    | 93    | 14       | 4        | 6        | 133   | 57    | 10    | 8        | 3     | 2     | 40    | 12    | 3     | 53    | 7        | .287  | .369     | .410     | .779  |
| 2013-2014 | MTZ          | 66    | 265   | 230   | 41    | 65    | 9        | 2        | 8        | 102   | 40    | 8     | 4        | 1     | 2     | 27    | 5     | 5     | 31    | 6        | .283  | .367     | .443     | .811  |
| 2014-2015 | MTZ          | 74    | 285   | 218   | 42    | 66    | 9        | 3        | 5        | 96    | 38    | 24    | 5        | 4     | 1     | 53    | 6     | 9     | 28    | 10       | .303  | .456     | .440     | .896  |
| 2015-2016 | MTZ          | 85    | 383   | 313   | 69    | 102   | 21       | 4        | 15       | 176   | 64    | 25    | 9        | 1     | 3     | 61    | 13    | 5     | 37    | 5        | .326  | .440     | .562     | 1.002 |
| 2016-2017 | MTZ          | 52    | 202   | 164   | 33    | 52    | 7        | 1        | 3        | 70    | 19    | 10    | 4        | 2     | 0     | 31    | 5     | 5     | 25    | 5        | .317  | .440     | .427     | .867  |
| 2017-2018 | MTZ          | 51    | 228   | 184   | 43    | 66    | 16       | 1        | 8        | 108   | 38    | 14    | 0        | 1     | 2     | 36    | 1     | 5     | 28    | 0        | .359  | .471     | .587     | 1.058 |
| 2018      | ソフトバンク | 54    | 202   | 185   | 29    | 54    | 6        | 1        | 9        | 89    | 30    | 1     | 0        | 0     | 1     | 15    | 0     | 1     | 34    | 8        | .292  | .347     | .481     | .828  |
| 2019      | ソフトバンク | 103   | 410   | 373   | 61    | 119   | 17       | 1        | 28       | 222   | 68    | 4     | 3        | 4     | 4     | 22    | 1     | 7     | 84    | 10       | .319  | .365     | .595     | .960  |
| 2020      | ソフトバンク | 69    | 276   | 256   | 30    | 71    | 12       | 0        | 10       | 113   | 35    | 2     | 0        | 0     | 1     | 16    | 2     | 3     | 62    | 2        | .277  | .326     | .441     | .767  |
| 2021      | ソフトバンク | 37    | 150   | 138   | 19    | 42    | 6        | 0        | 5        | 63    | 15    | 2     | 0        | 0     | 0     | 11    | 0     | 1     | 27    | 4        | .304  | .360     | .457     | .817  |
| 2022      | ソフトバンク | 99    | 386   | 347   | 24    | 94    | 13       | 2        | 7        | 132   | 30    | 1     | 3        | 0     | 2     | 33    | 1     | 4     | 75    | 8        | .271  | .339     | .380     | .720  |
| SNB：9年  | SNB：9年     | 635   | 2628  | 2217  | 429   | 688   | 106      | 25       | 82       | 1090  | 404   | 110   | 42       | 15    | 14    | 336   | 54    | 44    | 328   | 55       | .310  | .409     | .492     | .901  |
| NPB：5年  | NPB：5年     | 362   | 1424  | 1299  | 163   | 380   | 54       | 4        | 59       | 619   | 178   | 10    | 6        | 4     | 8     | 97    | 4     | 16    | 282   | 32       | .293  | .347     | .477     | .824  |

- 2022年度シーズン終了時
- 各年度の太字はリーグ最高
- 2019年は規定打席に33打席不足するが、規則によりリーグ最高長打率打者に認定された[36]。
- キューバで通常用いられる個人通算成績は、プレーオフや選抜リーグなども合算するため、この表の合計とは一致しない。

### WBSCプレミア12での打撃成績
| 年 度 | 代 表    | 試 合 | 打 席 | 打 数 | 得 点 | 安 打 | 二 塁 打 | 三 塁 打 | 本 塁 打 | 塁 打 | 打 点 | 盗 塁 | 盗 塁 死 | 犠 打 | 犠 飛 | 四 球 | 敬 遠 | 死 球 | 三 振 | 併 殺 打 | 打 率 | 出 塁 率 | 長 打 率 |
| ----- | -------- | ----- | ----- | ----- | ----- | ----- | -------- | -------- | -------- | ----- | ----- | ----- | -------- | ----- | ----- | ----- | ----- | ----- | ----- | -------- | ----- | -------- | -------- |
| 2015  | キューバ | 5     | 4     | 4     | 0     | 0     | 0        | 0        | 0        | 0     | 0     | 0     | 0        | 0     | 0     | 0     | 0     | 0     | 0     | 0        | .000  | .000     | .000     |
| 2019  | キューバ | 3     | 12    | 12    | 0     | 0     | 0        | 0        | 0        | 0     | 1     | 0     | 0        | 0     | 1     | 0     | 0     | 0     | 4     | 0        | .000  | .000     | .000     |

### WBCでの打撃成績
| 年 度 | 代 表    | 試 合 | 打 席 | 打 数 | 得 点 | 安 打 | 二 塁 打 | 三 塁 打 | 本 塁 打 | 塁 打 | 打 点 | 盗 塁 | 盗 塁 死 | 犠 打 | 犠 飛 | 四 球 | 敬 遠 | 死 球 | 三 振 | 併 殺 打 | 打 率 | 出 塁 率 | 長 打 率 |
| ----- | -------- | ----- | ----- | ----- | ----- | ----- | -------- | -------- | -------- | ----- | ----- | ----- | -------- | ----- | ----- | ----- | ----- | ----- | ----- | -------- | ----- | -------- | -------- |
| 2017  | キューバ | 6     | 23    | 23    | 4     | 10    | 4        | 0        | 1        | 17    | 4     | 3     | 0        | 0     | 0     | 0     | 0     | 0     | 3     | 2        | .435  | .435     | .739     |
| 2023  | キューバ | 3     | 4     | 4     | 1     | 1     | 0        | 1        | 0        | 3     | 0     | 0     | 0        | 0     | 0     | 0     | 0     | 0     | 0     | 1        | .250  | .250     | .750     |

- 太字は大会最高

### 年度別守備成績
| 年 度 | 球 団        | 一塁  | 一塁  | 一塁  | 一塁  | 一塁  | 一塁     | 二塁  | 二塁  | 二塁  | 二塁  | 二塁  | 二塁     | 三塁  | 三塁  | 三塁  | 三塁  | 三塁  | 三塁     | 外野  | 外野  | 外野  | 外野  | 外野  | 外野     |
| 年 度 | 球 団        | 試 合 | 刺 殺 | 補 殺 | 失 策 | 併 殺 | 守 備 率 | 試 合 | 刺 殺 | 補 殺 | 失 策 | 併 殺 | 守 備 率 | 試 合 | 刺 殺 | 補 殺 | 失 策 | 併 殺 | 守 備 率 | 試 合 | 刺 殺 | 補 殺 | 失 策 | 併 殺 | 守 備 率 |
| ----- | ------------ | ----- | ----- | ----- | ----- | ----- | -------- | ----- | ----- | ----- | ----- | ----- | -------- | ----- | ----- | ----- | ----- | ----- | -------- | ----- | ----- | ----- | ----- | ----- | -------- |
| 2018  | ソフトバンク | 1     | 13    | 2     | 1     | 1     | .938     | 2     | 2     | 3     | 0     | 1     | 1.000    | 1     | 1     | 0     | 0     | 0     | 1.000    | 31    | 48    | 1     | 2     | 1     | .961     |
| 2019  | ソフトバンク | 1     | 15    | 0     | 1     | 0     | .938     | -     | -     | -     | -     | -     | -        | -     | -     | -     | -     | -     | -        | 99    | 129   | 3     | 5     | 0     | .964     |
| 2020  | ソフトバンク | -     | -     | -     | -     | -     | -        | -     | -     | -     | -     | -     | -        | 6     | 6     | 5     | 2     | 0     | .846     | 46    | 49    | 2     | 0     | 0     | 1.000    |
| 2021  | ソフトバンク | -     | -     | -     | -     | -     | -        | -     | -     | -     | -     | -     | -        | -     | -     | -     | -     | -     | -        | 31    | 52    | 0     | 0     | 0     | 1.000    |
| 2022  | ソフトバンク | -     | -     | -     | -     | -     | -        | -     | -     | -     | -     | -     | -        | -     | -     | -     | -     | -     | -        | 76    | 119   | 2     | 1     | 1     | .992     |
| NPB   | NPB          | 2     | 28    | 2     | 2     | 1     | .938     | 2     | 2     | 3     | 0     | 1     | 1.000    | 7     | 7     | 5     | 2     | 0     | .857     | 283   | 397   | 8     | 8     | 2     | .981     |

- 2022年度シーズン終了時

### 表彰
- 月間サヨナラ賞：1回（2018年8月）
- 日本シリーズMVP：1回（2019年）

### 記録
初記録
- 初出場・初打席：2018年4月19日、対東北楽天ゴールデンイーグルス6回戦（福岡ヤフオク!ドーム）、8回裏に本多雄一の代打で出場、フランク・ハーマンから投ゴロ
- 初先発出場：2018年4月20日、対北海道日本ハムファイターズ4回戦（札幌ドーム）、7番・左翼手で先発出場
- 初安打：同上、2回表にニック・マルティネスから中前安打
- 初打点：2018年4月21日、対北海道日本ハムファイターズ5回戦（札幌ドーム）、4回表に有原航平から中前適時打
- 初盗塁：2018年5月19日、対千葉ロッテマリーンズ6回戦（ZOZOマリンスタジアム）、5回表に二盗（投手：マイク・ボルシンガー、 捕手：田村龍弘）
- 初本塁打：2018年8月21日、対北海道日本ハムファイターズ20回戦（静岡県草薙総合運動場硬式野球場）、5回表に有原航平から左越2ラン

その他の記録
- オールスターゲーム出場：2回（2019年、2022年）

### 背番号
- 47（2017WBC）

NPB
- 27（2018年 - 2022年）

### 登場曲
- 「Hula Hoop」Daddy Yankee（2018年）
- 「Scooby Doo Pa Pa」Dj Kass（2018年 - ）
- 「RITMO (Bad Boys For Life)」Black Eyed Peas & J Balvin（2021年 - ）
- 「Como Te Descargo」Yomil y El Dany（2021年 - ）

### 代表歴
- 2015 WBSCプレミア12 キューバ代表
- 2017 ワールド・ベースボール・クラシック・キューバ代表
- 2019 WBSCプレミア12 キューバ代表